# منیزیم کلرید
منیزیم کلرید (به انگلیسی: Magnesium chloride) با فرمول شیمیایی MgCl۲ یک ترکیب شیمیایی با شناسه پاب‌کم ۲۴۵۸۴ است. که جرم مولی آن ۹۵٫۲۱۱ گرم بر مول (anhydrous) یا ۲۰۳٫۳۱ گرم بر مول (hexahydrate) می‌باشد. شکل ظاهری این ترکیب، بلورهای جامد سفید یا بی‌رنگ است.
منیزیم کلرید، ماده‌ای پرکاربرد و مفید است که با استفاده از سنگ معدن منیزیت تهیه می‌شود. شکل ظاهری این ترکیب، بلورهای جامد سفید یا بی‌رنگ است.نام ترکیب شیمیایی با فرمول MgCl2 و هیدرات‌های مختلف آن MgCl2 (H2O)x است.
MgCl2 بی آب، دارای ۲۵٫۵٪ منیزیم بنیادی از نظر جرم است. این نمک‌ها از نوع هالیدهای یونی معمولی هستند که در آب بسیار محلول هستند. منیزیم کلرید هیدراته را می‌توان از آب نمک یا آب دریا استخراج کرد. این نمک طبیعی می‌تواند از رسوب دریاچه‌ها و سواحل بدست آید. 
با توجه به اینکه منیزیم کلرید بسیار جاذب رطوبت است، از مهم‌ترین کاربردهای آن، کنترل گرد و غبار و تثیبت شن‌های روان است. به این ترتیب که با پاشیدن منیزیم کلرید بر روی خاک، این ماده رطوبت هوا را به شدت جذب کرده و سبب چسبیدن ذرات خاک به یکدیگر و تثبت آن‌ها می‌شود.. قیمت منیزیم کلرید بسته به خلوص آن دارد. منیزیم کلرید یک ترکیب چندمنظوره است که در تهیه غذا و حوزه‌های سلامت فردی و صنعتی کاربردهای زیادی دارد.
منیزیم کلرید در صنایع غذایی به ویژه در کشورهای آسیایی به طور گسترده استفاده می‌شود. منیزیم کلرید به عنوان عامل کواگولانت (لخته ساز) در تولید سویا استفاده می‌شود.
منیزیم کلرید،به عنوان منبع ماده مغذی استفاده می‌شود که بر مواد سمی موجود در بدن، اثر دفع دارد و باعث می‌شود بدن شما جوان و سرحال به نظر برسد و از بسیاری از عفونت‌ها جلوگیری می‌کند. این ترکیب برای افراد در تمامی سنین سودمند است.
به عنوان پاک کننده فوق العاده خون استفاده می‌شود که به تنظیم pH بدن کمک می‌کند و با تقویت سیستم ایمنی بدن، به مقابله با بسیاری از بیماری‌ها کمک می‌کند. منیزیم کلرید به حذف واحدهای اسیدی در کلیه کمک می‌کند و فعالیت مغزی و انتقال پیام‌های عصبی را تحریک کرده و تعادل ذهنی کل بدن را فراهم می‌کند.
منیزیم کلرید به فعالیت فیزیکی ورزشکاران کمک می‌کند، از آسیب و خستگی و فرسایش ماهیچه‌ها جلوگیری می‌کند و نقش مهمی در تنظیم دمای بدن ایفا می‌کند. کلرور منیزیم به فعالیت سیستم قلبی عروقی کمک کرده و از بیماری‌های قلبی جلوگیری می‌کند. همچنین با گردش خون مناسب، کلسترول بد را حل می‌کند. کلرورسدیم یک درمان ضداسترس شناخته شده است که با افسردگی مبارزه می‌کند.
منیزیم کلرید یک ماده مکمل است که برای افزایش سطح منیزیم در بدن استفاده می‌شود که این منیزیم مسئول بیش از 300 واکنش بیوشیمیایی در بدن است.
کلرید منزیم یکی از عوامل شناخته شده ضدیخ است. محلول حاوی کلرید منزیم به سطح جاده اسپری می‌شود و دمای انجماد را کاهش می‌دهد، در نتیجه از تشکیل یخ جلوگیری می‌کند.
همچنین منیزیم کلرید در بسیاری از فرایندهای صنعتی مانند تولید منسوجات استفاده می‌شود. منیزیم کلرید برای از بین بردن رنگ صنعتی و باقیمانده رنگ صنعتی استفاده می‌شود. همچنین در صنعت کاغذ برای خنثی کردن و پاک کردن محصولات جانبی پساب استفاده می‌شود.
کاربردهای دیگر منیزیم کلرید به شرح زیر است:

## پزشکی
این دارو یک مکمل معدنی است که برای جلوگیری و درمان مقدار کم Mg در خون استفاده می‌شود. Mg برای عملکرد طبیعی سلولها، اعصاب، ماهیچه‌ها، استخوان‌ها و قلب بسیار مهم است. مزایای پزشکی محصول فوق سلامت بهتر قلب عملکرد مغز، عضلات و عصب بهینه شده، آرامش روانی و جسمی، بهبود سلامت استخوان، سطح قند خون پایین تر، پروتئین گوارشی بهتر، سیستم ایمنی قوی‌تر، کاهش خطر ابتلا به میگرن، بهبود خواب است. معمولاً یک رژیم متعادل کننده حاوی مقادیر محصول فوق خون طبیعی است.
با این حال، شرایط ویژه‌ای باعث می‌شود که بدن شما Mg را از دست بدهد سریع‌تر از آنکه بتوانید آن را در رژیم غذایی خود جایگزین کنید. این شرایط شامل درمان با قرص‌های آب(دیورتیک‌هایی نظیر فوروزماید[furosemide]، هیدروکلروتیازید[hydrochlorothiazide])، رژیم غذایی نامناسب، مشروبات الکلی یا سایر شرایط پزشکی (مثلاً اسهال شدید / استفراغ، مشکلات جذب معده و روده، دیابتی که به طور ناچیز کنترل شده) است.

## صنعت
علاوه بر  مزایای سلامتی و بهداشت عمومی، در تعدادی از فرایندهای صنعتی، از جمله تولید منسوجات از این ماده استفاده می‌شود. مجله “تحقیقات آب” اشاره می‌کند که در میان کاربردهای زیست محیطی محصول فوق، آن را نیز می‌توان به عنوان رنگدانه صنعتی و پاک کننده پسماند رنگدانه‌ها استفاده کرد. به طور ویژه در ماشین‌های چاپ و دیگر مراکز تولید کاغذ نساجی، که در آن برای خنثی سازی و پاک سازی محصولات جانبی فاضلاب مورد استفاده قرار می‌گیرد، بسیار رایج است.

## صنعت کود
از محصول فوق نیز می‌توان به عنوان کود استفاده کرد. Mg یک ماده مغذی حیاتی برای رشد گیاهان است؛ از آنجا که هسته مرکزی مولکول کلروفیل را تشکیل می‌دهد، به طور فعال در فتوسنتز دخالت می‌کند و بسیاری از سیستم‌های آنزیم را فعال می‌کند. به عنوان یک نتیجه، کمبود Mg در گیاهان می‌تواند منجر به رشد ضعیف محصول گردد.

## احیای منیزیم کلرید
منیزیم کلرید با استفاده از هیدروکلریک اسید از منیزیم هیدروکسید احیا می‌شود:
(Mg (OH) 2 (s) + 2 HCl (aq) → MgCl2 (aq) + 2 H2O (l
همچنین می‌تواند با واکنش مشابه از کربنات منیزیم تهیه شود.

## پشتیبانی از کاتالیست
کاتالیزورهای زیگلر-ناتا، که به صورت تجاری برای تولید پلی الفین استفاده می‌شود، حاوی MgCl2 به عنوان یک پشتیبانی از کاتالیزور است. معرفی پشتیبانی MgCl2 باعث افزایش فعالیت کاتالیزورهای سنتی می‌شود و امکان تولید کاتالیزورهای کاملاً استریو برای تولید پلی پروپیلن را فراهم می‌کند. 

## تغذیه و دارو
از منیزیم کلرید در تهیه مواد مغذی و دارویی استفاده می‌شود.

## کنترل یخ
از منیزیم کلرید برای یخ زدایی در دمای پایین بزرگراه‌ها، پیاده‌روها و پارکینگ‌ها استفاده می‌شود. هنگامی که بزرگراه‌ها به دلیل یخبندان خطرناک هستند، منیزیم کلرید با کاهش پیوندها در یخ کمک می‌کند تا برف‌پاک‌کن‌ها جاده‌ها را با بازده بیشتری پاک کنند.از منیزیم کلرید برای کنترل یخ سنگ‌فرش به سه روش استفاده می‌شود:
- ضد یخ، هنگامی که متخصصان تعمیر و نگهداری آن را برای جلوگیری از چسبیدن برف‌ها به هم و تشکیل یخ، در جاده‌ها قبل از طوفان برفی پخش می‌کنند.
- قبل از خیس شدن، به این معنی که یک فرمولاسیون مایع از منیزیم کلرید در حال پخش شدن مستقیم روی نمک بر روی سنگ فرش راه قرار گرفته و نمک را خیس می‌کند تا به جاده بچسبد.
- قبل از اینکه کلرید منیزیم و نمک قبل از بارگیری در کامیون‌ها و پخش شدن در جاده‌های آسفالته، با هم مخلوط شوند و قبل از تصفیه.

کلسیم کلرید دو برابر سریعتر از منیزیم کلرید، به بتن آسیب می‌رساند. همچنین به این نکته توجه شود که باید مقدار منیزیم کلرید هنگامی که برای یخ زدایی استفاده می‌شود، کنترل شود زیرا ممکن است باعث آلودگی محیط شود.

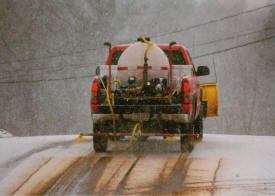
تصویری از کامیون که یخ زدایی مایع (منیزیم کلرید) را در خیابان‌های شهر استفاده می‌کند.

## باغ‌داری
از آنجا که منیزیم یک مادهٔ مغذی متحرک است، می‌توان از منیزیم کلرید به عنوان جایگزین میزیم سولفات (نمک اپسوم) استفاده کرد تا از طریق تغذیهٔ برگی به اصلاح کمبود منیزیم در گیاهان کمک کند. دوز توصیه شده منیزیم کلرید کمتر از دوز توصیه شده منیزیم سولفات (۲۰ گرم در لیتر) است. این کار بیشتر به دلیل کلر موجود در منیزیم کلرید است که در صورت استفاده بیش از حد، به راحتی می‌تواند به سطوح سمی برسد.
مشخص شده است که غلظت بالاتر منیزیم در گوجه فرنگی و برخی گیاهان مانند فلفل می‌تواند آنها را در معرض بیماری‌های ناشی از عفونت باکتری زانتوموناس کمپستریس قرار دهد، زیرا منیزیم برای رشد باکتری ضروری است.

## سم شناسی
یون‌های منیزیم طعم تلخی دارند و محلول‌های منیزیم کلرید بسته به غلظت منیزیم در درجات مختلف تلخ هستند.
سمیت منیزیم از نمک‌های منیزیم در افراد سالم با رژیم غذایی طبیعی نادر است، زیرا منیزیم اضافی به راحتی از طریق کلیه از طریق ادرار دفع می‌شود. چند مورد مسمومیت منیزیم خوراکی در افرادی با عملکرد طبیعی کلیه که مقادیر زیادی نمک منیزیم مصرف می‌کنند، توصیف شده است، اما نادر است. اگر مقدار زیادی منیزیم کلرید خورده شود، تأثیراتی مشابه سولفات منیزیم خواهد داشت و باعث اسهال می‌شود، اگرچه سولفات نیز به اثر ملین سولفات منیزیم کمک می‌کند، بنابراین اثر از کلرید به آن شدت نیست.